# Heterometrus liurus
Heterometrus liurus ist ein indischer Skorpion der Familie Scorpionidae.

## Beschreibung
Heterometrus liurus ist ein bis zu 80 Millimeter langer Skorpion mit rötlich-brauner Grundfarbe. Nur die Beine und das Telson sind gelb bis gelblich oder rötlich braun gefärbt und stets heller als der Körper. Die Chelae sind behaart und leicht lappenförmig, mit einem Verhältnis von Länge zu Breite von 2,2 bis 2,5 zu 1. Die Glieder der Pedipalpen zeigen keinen Sexualdimorphismus. Der Carapax hat in der Mitte eine glatte und glänzende Oberfläche, an den Rändern befinden sich gelegentlich wenige Granulen. Die Kämme des Kammorgans haben bei beiden Geschlechtern 10 bis 14 Zähne. Das Telson ist behaart und kugelförmig, mit einer Giftblase die deutlich länger als der Giftstachel ist. Das Genitaloperculum ist groß und etwa ebenso breit wie lang.

## Verbreitung und Lebensraum
Als Terra typica von Heterometrus liurus wurden in der Erstbeschreibung Gwalior (26° 13′ N, 78° 11′ O) und Bhopal (23° 15′ N, 77° 25′ O) angegeben. Die Städte liegen jeweils in einem gleichnamigen Distrikt des zentralindischen Bundesstaates Madhya Pradesh.
Ein weiterer Fund wurde 1929 aus dem Gebiet des heutigen Mudumalai National Park in den Nilgiri-Bergen des Bundesstaates Tamil Nadu gemeldet, eine Bestätigung gab es dafür bislang nicht. Ebenso wird die Angabe Jean-Louis Fages in Zweifel gezogen, der 1946 über Funde von Heterometrus liurus aus Indochina berichtet hatte. Wahrscheinlich wurden die Funde falsch bestimmt.

## Systematik

### Erstbeschreibung
Die Erstbeschreibung erfolgte durch Reginald Innes Pocock im Jahr 1897.

### Typmaterial
Pocock stützte seine Erstbeschreibung auf mehrere adulte und juvenile Skorpione von beiden Fundorten. Couzijn legte 1983 im Rahmen seiner Revision der Gattung Heterometrus ein weibliches Exemplar als Hololectotypus und ein männliches als Allolectotypus fest. Diese Benennungen entsprachen nicht den Regeln der zoologischen Nomenklatur. Daher bestimmte Kovařík 2004 Couzijns Hololectotypen zum Lectotypen und seinen Allolectotypen und zwei weitere Exemplare zu Paralectotypen. Die Typexemplare stammen alle vom Fundort Gwalior und befinden sich in der Sammlung des Natural History Museum in London.

### Etymologie
Pocock machte über die Wortbedeutung des Artnamens keine Angaben. Er könnte von den griechischen Wörtern leios (deutsch: schlank oder dünn) und oura (deutsch: Schwanz) abgeleitet sein und sich auf das schlanke Metasoma von Heterometrus leiurus. beziehen. Die übliche Schreibweise wäre dann leiurus gewesen, wie bei der Skorpiongattung Leiurus der Familie Buthidae, die von Pocock in einer anderen Publikation ebenfalls falsch Liurus geschrieben worden war.

### Synonyme (chronologisch)
- Palamnaeus liurus Pocock, 1900: der Name wurde von Pocock in seiner Erstbeschreibung vergeben, die Gattung Palamnaeus war jedoch bereits 1879 von Ferdinand Karsch zum Synonym von Heterometrus erklärt worden.[2][9]
- Heterometrus (Chersonesometrus) liurus Couzijn, 1981: H. W. C. Couzijn beschrieb 1981 die Untergattung Chersonesometrus, in die er auch Heterometrus liurus stellte. Die Untergattung Chersonesometrus und alle anderen von Couzijn beschriebenen Untergattungen von Heterometrus wurden 2004 von František Kovařík in seiner Revision der Gattung Heterometrus aufgehoben.[10][6]